# Brannay
Brannay – miejscowość i gmina we Francji, w regionie Burgundia-Franche-Comté, w departamencie Yonne.
Według danych na rok 1990 gminę zamieszkiwały 434 osoby, a gęstość zaludnienia wynosiła 40 osób/km² (wśród 2044 gmin Burgundii Brannay plasuje się na 504. miejscu pod względem liczby ludności, natomiast pod względem powierzchni na miejscu 872.).